# Iglesia de Santa María (Cocentaina)
La iglesia de Santa María de Cocentaina (Provincia de Alicante) se fundó en el siglo XIII, fue reconstruida en el XVI y reedificada en 1666 en estilo barroco, contando con obras de reformas y ampliaciones de los siglos XVIII y XIX.

## Descripción
Se trata de una iglesia de una sola nave con cinco tramos y cubierta con bóveda de cañón con arcos fajones y lunetos. Dispone a sus lados de capillas laterales entre contrafuertes cubiertas con bóvedas vaídas. La cúpula del crucero, sobre pechinas, es chata desde el interior y cuenta, al modo barroco, con un corredor perimetral que se repite en la nave y el crucero.
El templo se ilumina a través de la cúpula, desde el muro de los pies y por el lado del evangelio del crucero, contando con abundante iluminación.
En el presbiterio hay una cúpula vaída con un fresco donde se representa en trampantojo, entre arquitecturas fingidas, el típico cielo barroco, con la Gloria Eterna abierta sobre la Asunción de la Virgen. En los extremos de la cruz, otros frescos en grisalla representan las virtudes.
La capilla de la Comunión se sitúa en el lado de la epístola. De planta rectangular, se cubre con bóveda de cañón con lunetos, dividida en seis tramos, con una pequeña portada propia. Tiene cúpula sobre pechinas y cupulino que ilumina el interior.
Al exterior dispone de dos portadas: una, clásica, en el lado del evangelio y otra barroca en el imafronte, ambas de piedra. 
La torre campanario es de cinco cuerpos rematada mediante adornador con pináculos, pilastras estriadas y hojas de acanto.